# Кримпотань
Кримпотань, Кримпотані (рум. Crâmpotani) — село у повіті Арджеш в Румунії. Входить до складу комуни Мерішань.
Село розташоване на відстані 127 км на північний захід від Бухареста, 21 км на північний захід від Пітешть, 103 км на північний схід від Крайови, 100 км на південний захід від Брашова.

## Населення
За даними перепису населення 2002 року у селі проживала 631 особа.
Національний склад населення села:
| Національність | Кількість осіб | Відсоток |
| -------------- | -------------- | -------- |
| румуни         | 620            | 98,3%    |
| цигани         | 11             | 1,7%     |

Рідною мовою назвали:
| Мова      | Кількість осіб | Відсоток |
| --------- | -------------- | -------- |
| румунська | 620            | 98,3%    |
| циганська | 11             | 1,7%     |